# Солохин, Сергей Петрович
Сергей Петрович Солохин (род. 27 августа 1955, село Кузнецово-Михайловка, Донецкая область) — советский и российский военачальник, генерал-майор ракетных войск стратегического назначения, военный педагог. Командир 62-й ракетной дивизии в 1999—2003 гг. Начальник Ростовского военного института ракетных войск в 2003―2010 гг.

## Биография
Родился 27 августа 1955 года в селе Кузнецово-Михайловка Тельмановского района Донецкой области. Окончил Пермское высшее военное командно-инженерное училище в 1977 году и командный факультет Военной академии им. Ф. Э. Дзержинского в 1988 году.
В ракетных войсках служил на следующих должностях: начальник отделения заправки, командир стартовой батареи, командир группы подготовки и пуска, начальник штаба ракетного дивизиона, командир ракетного дивизиона, начальник штаба полка, командир ракетного полка, начальник штаба дивизии. В марте 1999 года в звании полковника был назначен командиром 62-й ракетной дивизии (дислоцировалась в городе Ужур).
В марте 2003 года в звании генерал-майора был назначен начальником Ростовского военного института ракетных войск. Возглавлял его вплоть до 2010 года.

### Семья
Супруга ― Галина Леонидовна, старший прапорщик в отставке. Дочь ― Инна (в замужестве Ананенкова), майор, имеет сына и дочь. 

### Награды
Был награждён орденом «За военные заслуги», шестью медалями и нагрудными знаками отличия Министерства обороны России «Главный маршал артиллерии Неделин» и «За службу в РВСН».